# گویدور
گویدور (به انگلیسی: Gweedore) یک شهرک در ایرلند است که در شهرستان دانیگول واقع شده‌است. گویدور ۴٬۰۶۵ نفر جمعیت دارد.